# 辻沢敏
辻沢 敏（つじざわ さとし、1953年　- ）は、日本の元子役。

## 人物
『ウルトラQ』のカネゴンに変身する少年・加根田金男を演じた事で知られる。目を閉じながら歯茎までも見せるニャッとした笑顔が個性的かつ印象的。
1963年に当時銀座にあった児童劇団のともだち座の一期生として入団した。翌1964年の終わり頃に円谷プロから出演者依頼の話が来て、写真審査の撮影時に笑顔で撮影した結果、一発で『ウルトラQ』の出演に決まったという。
当初は同作の「キリがない」でのメインキャラクターである時平少年としての出演予定だったが制作が没になり、その後「キリがない」の同監督である中川晴之助監督の「カネゴンの繭」での金男少年役がまわってきた。その時は「キリがない」の時平少年の設定が小学6年生だったので、当初、脚本・設定では10歳の小学5年生の金男少年だったが、辻沢は小学6年生で演じる事になったので、後の『カラー版 怪獣ウルトラ図鑑』等のウルトラ関係の本には金男は小学6年生の設定になったとされている。
金男少年として登場する場面は合計約6分程度であり、しかも本人の声でなく麻生みつ子による吹き替えであったが、変身直前まで見せる個性的な笑顔と真夏のガキ大将スタイルや、忠告する両親に対するお金の亡者らしいセリフと巨大化した繭を見て踊り喜ぶ姿に、金男の姿に戻った後のカネゴンに変身した両親を見て画面一杯に顔をアップしながら驚く場面等は、個性的な容姿と現在でも人気と影響力を併せ持つ快獣であるカネゴンの誕生という、シュールで不気味ながらも生命のドラマに溢れる劇的な変身シーンを演じた事も相まって視聴者に強烈な印象を与えた。
その為に中学校に入った直後の1966年4月10日に「カネゴンの繭」がオンエアされると、クラスメイトのみならず全校で注目されるようになり、顔全体が赤面する程に恥かしい思いをしたという。その影響と並びに、カネゴンと金男の強烈なイメージが脱しきれない影響で子役を引退する事になった。
その後は海上自衛隊でP-3の教官を勤め、周囲からはカネゴン教官と呼ばれた。2011年に定年退官し、現在では保険関係の仕事に就いている。

## 出演作品

### テレビ
- ウルトラQ 第15話「カネゴンの繭」（1966年）加根田金男
- ウルトラ情報局（2003年2月号）『ウルトラQ』「カネゴンの繭」放送分ゲスト

### 補足
（以下、『総天然色ウルトラQ 公式ガイドブック』P.132〜P.133から）　
1. ↑  前述の個性的な笑顔が写真を見た製作スタッフに忘れられない程の印象を与えた影響とされている。
2. ↑  撮影開始前、既に声変わりを体験し、かなり大人っぽい声付きになっていたが、撮影時は声を発しながら演技をしたという。
3. ↑  野外ロケ地までは二台のロケバスで移動したが、辻沢は他の子役や役者が乗り込むバスとは違い、中川監督やスタッフと一緒にもう一台のスタッフ専用のバスに乗り込んで移動し、自分は主役を演じるんだなと実感したという。ロケ初日にバス内では中川監督は辻沢にカネゴンに変身する事を告げられた後、辻沢はカネゴンの着ぐるみの写真と台本を目を通した後に苦笑しながら決意したという。また、撮影時は辻沢は中川監督から自由気ままで演じても良いと言われ、子供らしい演技を披露したという。
4. ↑  撮影は辻沢の夏休み最中の8月1日から二週間であり、先に辻沢が演じる約6分間の金男が登場するシーンが撮影された。撮影期間にあった恒例の小学校の臨海学校は行けなかったという。最初は外でのシーンが撮影され、その撮影後、気温が暑くなってきたので靴下を脱いで裸足となり、その次に元の姿に戻って喜ぶ金男が家に戻って来た時のシーンが撮影された。その後、暑さ対策と自分のクライマックスシーンの撮影の為に散髪した後（散髪屋は散髪後の見分けがつかない為に苦労したという。変身直前の金男の髪をよく見てみると僅かに短くなっている）、変身直前の両親との会話シーンが撮影され、辻沢の最後の撮影シーンはクライマックスであるカネゴンへの変身シーンであり、変身シーンの繭に吸い込まれる場面を演じている時、本気になって足をバタつかせたが、繭に吸い込まれた場面の撮影直後、疲れからか何とも言えない不思議な感覚に襲われて繭の中で気を失ったという。
5. ↑  自分が演じるシーン撮影が終わると、まだ他の子役達とカネゴンが演じるシーンがかなり残っており、悪いなと思いつつも（本編撮影は特撮部分も含めて9月初めに終了）、金男を演じて神秘的な変身シーンを通じてカネゴンを誕生させるという一世一代の大仕事をやり遂げてその役目を終えた辻沢は、カネゴンを産み残して撮影現場から去った後、普通の小学六年生の腕白小僧に戻って、残った夏休みを撮影前に両親から買ってもらって本編にも履いていた新品のスニーカーが真っ黒になる程に遊んだという（その期間中に自宅の近所にイタズラして怒られた）。その為か臨海学校には行けなかったが小学生最後の夏休みは楽しかったという。
6. ↑  中学校の先輩からも「お前、カネゴンだろ?」と散々質問ぜめにあったとされている。
7. ↑  中学校の生物学に詳しい理科の先生は変身シーンに対してシュールな性的イメージを感じ取り、「カネゴンの繭」放送から数日後、辻沢に「変身を通じて新たなる生命の誕生をやりとげた」と会話しながら、変身シーンに独自の解釈を行い、それを聞いた辻沢は照れ笑いが止まらなかったという。
8. ↑  但し、年が経つにつれてカネゴンがウルトラシリーズを知らない一般人にも知っている快獣になってしまい、その知名度が上がるに至ってカネゴンは金男が変身して生まれたという事実と、自分がその金男を演じた事実を忘れられたと少し寂しい思いをしたという。現に、映画『ウルトラマンZOFFY ウルトラの戦士VS大怪獣軍団』でのピグモンの紹介の中では、カネゴンのテーマと共にカネゴンの活躍シーンが映し出されるが、肝心の変身シーンでは金男の素顔が映し出されず、繭の方向に振り向いた直後の斜め後姿のまま繭に吸い込まれようとしている場面から始まり、ビデオ『ウルトラ怪獣大百科 ウルトラQ編』のカネゴン紹介のコーナーでも変身シーンから始まるが、こちらも金男の素顔は映らず、金男が足をバタバタさせ悶え苦しみながら繭に吸い込まれる場面から始まっている。その他にも第三次ウルトラブーム時の小学館刊行の『てれびくん』のウルトラQ全話あらすじコーナーでも、金男が巨大化した繭のそばで踊り喜ぶ写真があるがその写真は小さく、はっきりとした素顔は判らなかった。
9. ↑  退官時の送迎パーティーには『ウルトラマンゼアス2 超人大戦・光と影』に登場したデジタルカネゴンの着ぐるみが登場し、辻沢本人と周囲を驚かせた。